# Brawling Brutes
I Brawling Brutes è stata una stable di wrestling attiva dal 2021 al 2023 in WWE, composta da Sheamus, Ridge Holland e Butch.

## Storia
Il 4 ottobre, in seguito alla promozione di Holland nel main roster, quest'ultimo si avvicinò a Sheamus e i due iniziarono a collaborare. Nel marzo 2022, i due iniziarono una faida con il New Day e nell'episodio di SmakDown dell'11 marzo, Butch si unì agli altri due e a WrestleMania 38 Sheamus e Holland, batterono Kofi Kingston e Xavier Woods.
In seguito iniziarono una faida con l'Imperium, dopo che Sheamus vinse un fatal five-way match con in palio una chance titolata all'Intercontinental Championship di Gunther. Dopo diversi confronti e risse, a Clash at the Castle, Sheamus non riuscì a conquistare il titolo, in un match che ricevette un plauso dai fan e dalla critica.
Il 23 settembre, Holland e Butch diedero l'assalto all'Undisputed WWE Tag Team Championship detenuto dagli Usos, ma furono sconfitti a causa dell'interferenza dell'Imperium. Stesso esito e modalità avvennero il 4 ottobre ad NXT contro i Pretty Deadly in un match con in palio l'NXT Tag Team Championship. Si presero la rivincita sull'Imperium quattro giorni dopo a Extreme Rules, quando i Brawling Brutes al completo batté la stable capitanata da Gunther.
Archiviata la faida con gli europei, ripresero la rivalità con la Bloodline. A Crown Jewel Holland e Butch ebbero una nuova opportunità titolata contro gli Usos, ma non riuscirono a conquistare i titoli di coppia. La faida proseguì fino a Survivor Series WarGames, ma anche questa volta ad avere la meglio fu la Bloodline in un wargames match (ai Brawling Brutes erano affiancati Kevin Owens e Drew McIntyre).
Nella puntata di SmackDown del 24 novembre 2023 Holland abbandonò Butch durante un match contro i Pretty Deadly, causandone la sconfitta e segnando il suo allontanamento dai Brawling Brutes.

## Nel wrestling

### Mosse finali
- Sheamus
  - Brogue Kick (Running bicycle kick)

- Ridge Holland
  - Northern Grit (Northern Lights Bomb)

- Butch
  - Tiger suplex

### Musiche d'ingresso
- Hellfire dei CFO$ (2021–2022)
- Bring the Fire dei def rebel (2022–2023)[11]